# Kościół Najświętszego Serca Pana Jezusa w Laskowie
Kościół Najświętszego Serca Pana Jezusa w Laskowie – katolicki kościół filialny zlokalizowany we wsi Laskowo w gminie Przelewice, w powiecie pyrzyckim (województwo zachodniopomorskie). Należy do parafii św. Wojciecha Biskupa i Męczennika w Barlinku.

## Historia i architektura
Kościół został wzniesiony w XIII wieku. Jest budowlą salową, sytuowaną na planie prostokąta o wymiarach 22,5 × 11,4 m. Murowany jest z ciosanego kamienia, po 16 warstw w każdej ze ścian. W XVI wieku stał się świątynią luterańską, jako kościół katolicki został rekonsekrowany w 1958 roku. Świątynia kryta jest dwupołaciowym dachem. Od strony zachodniej nad nawą nasadzona jest wykonana w XIX wieku czworoboczna, drewniana wieża z zegarem słonecznym, nakryta dwupołaciowym dachem z krzyżem.
Kościół posiada dwa portale: trójuskokowy w elewacji zachodniej i półokrągły ceglany w elewacji południowej. W elewacji wschodniej znajdują się trzy okna ostrołukowe, z których środkowe jest szersze i wyższe od bocznych. W ścianach bocznych znajdują się po trzy wąskie okna, z zewnątrz ostrołukowe, wewnątrz kościoła przemurowane na prostokątne. Dwa skrajne okna w ścianie zachodniej zostały zamurowane.
We wnętrzu kościoła zachowała się granitowa chrzcielnica ozdobiona motywem dziewięciu krzyży, o wysokości 1 metra, pochodząca przypuszczalnie z XIII wieku, a także ołtarz ambonowy (ze zdemontowanym koszem) z XVIII wieku i neogotyckie witraże.
Kościół otoczony jest terenem dawnego cmentarza, z częściowo zniszczonym kamiennym murem, w którym od strony południowej umieszczona jest ostrołukowa brama. Na cmentarzu zachował się pojedynczy nagrobek z 1940 roku.